# Felicitas Goodman
Felicitas D. Goodman (Budapeste, 30 de janeiro de 1914 - Columbus, 30 de março de 2005) foi uma linguista e antropóloga estadunidense. Notabilizou-se especialmente por seus estudos sobre glossolalia religiosa, fenômeno em que pessoas "possuídas" falam em línguas desconhecidas, e êxtase.